# Arsacia
Arsacia là một chi bướm đêm thuộc họ Noctuidae.

## Các loài
- Arsacia rectalis Walker, 1863